# Espectáculo de medio tiempo del Super Bowl XLVIII
El espectáculo de medio tiempo del Super Bowl XLVIII se llevó a cabo el 2 de febrero de 2014 en el MetLife Stadium, ubicado en la ciudad de East Rutherford, Nueva Jersey, como parte de la 48.ª edición del Super Bowl. El cantautor estadounidense Bruno Mars fue el encargado de encabezar la actuación, contando además con la banda Red Hot Chili Peppers como invitados especiales. El listado de canciones interpretadas se compuso de dos temas de los álbumes Doo-Wops & Hooligans y Unorthodox Jukebox de Mars, así como su colaboración «Billionaire» interpretada por un coro de niños y el tema «Give It Away» de los Red Hot Chili Peppers.
El espectáculo tuvo críticas en su mayoría favorables, con los expertos alabando la voz y la puesta en escena de Mars, pero desaprobando la intervención de los Red Hot Chili Peppers y la falta de momentos memorables. En términos de audiencia, fue visto por más de 115.3 millones de personas en los Estados Unidos, con lo que fue, en su momento, el programa más visto en la historia del país, batiendo el récord impuesto por Madonna con su espectáculo ofrecido dos años antes. Por otra parte, la actuación recibió dos nominaciones a los premios Emmy.

## Antecedentes y actuación

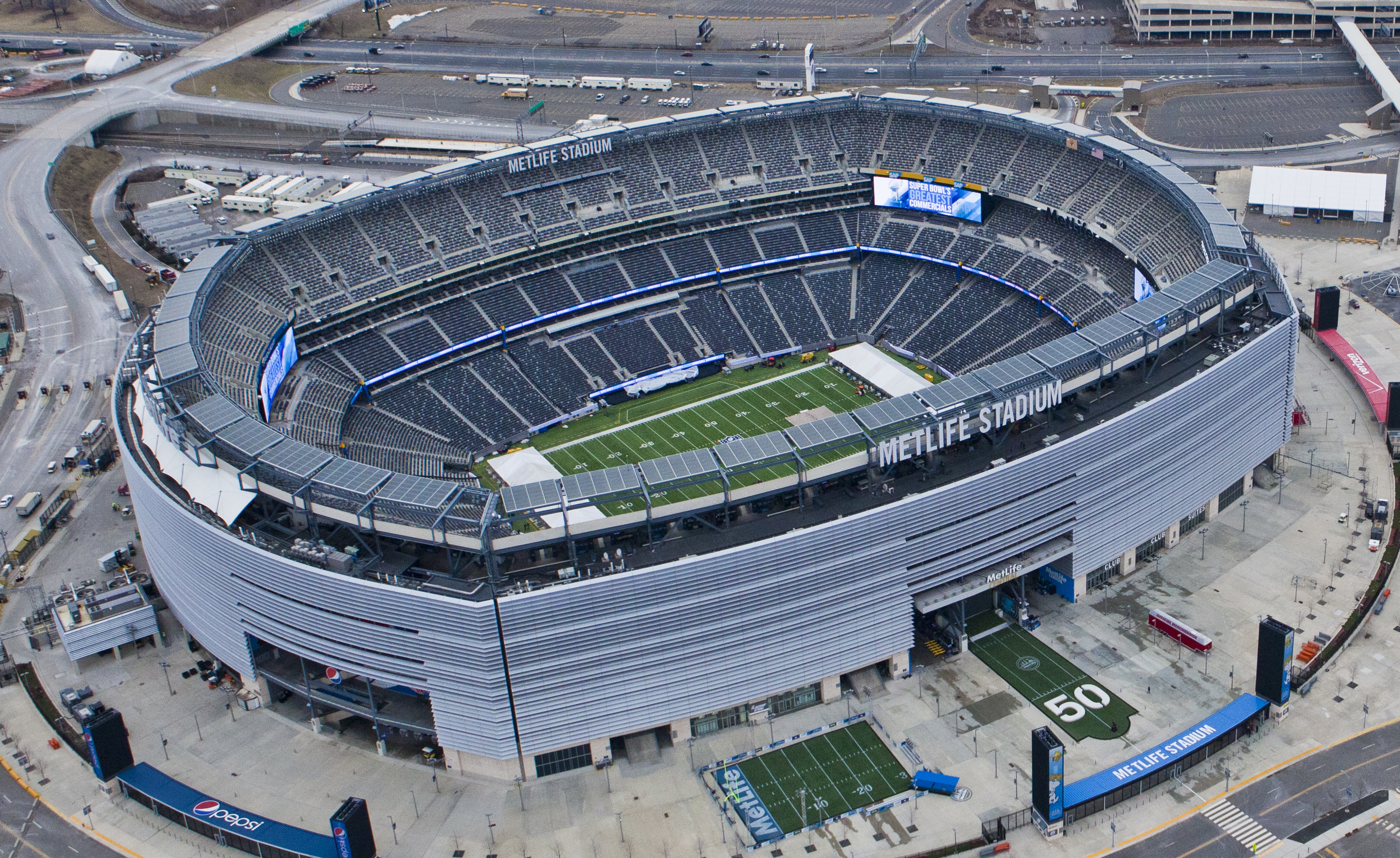
MetLife Stadium, recinto escogido para albergar el Super Bowl.

El 8 de septiembre de 2013, la National Football League (NFL) confirmó en una rueda de prensa que Bruno Mars sería el artista que encabezaría el espectáculo de medio tiempo del Super Bowl XLVIII, el cual tendría lugar el 2 de febrero del año siguiente en el MetLife Stadium, ubicado en la ciudad de East Rutherford, Nueva Jersey. Con ello, Mars se convertiría en el artista más joven en encabezar alguna vez dicha actuación. En los meses siguiente, el equipo creativo de la NFL comenzó a trabajar en la actuación. En enero de 2014, Mars confirmó que la banda Red Hot Chili Peppers serían sus invitados especiales, y que él mismo los había invitado. Durante los ensayos, hubo discrepancias creativas entre Mars y la NFL, ya que la organización quería que la audiencia usara brazaletes fosforescentes, algo que a Mars le pareció innecesario, pues consideró que la actuación debía enfocarse en él.
El espectáculo fue dirigido por Hamish Hamilton y producido por Ricky Kirshner. Este comenzó con un coro de niños cantando el primer verso de «Billionaire». Acto de seguido, Bruno Mars aparece en medio de la audiencia y hace un solo de batería para luego cantar «Locked Out of Heaven», «Treasure» y «Runaway Baby». Tras esto, se le unen los Red Hot Chili Peppers e interpretan «Give It Away». Después, se muestra un vídeo de varios soldados estadounidenses enviando mensajes a sus familiares y seguidamente Mars presenta «Just the Way You Are» de pie en el centro del estadio. Durante toda la actuación, Mars y banda usaron pantalones y corbatas negras, camisas blancas y trajes dorados diseñados por Yves Saint Laurent. El arreglo de luces fue realizado por PixMob y los fuegos artificiales fueron proveídos por la misma NFL.

## Recepción

### Audiencia y comentarios de la crítica
En términos de audiencia, el espectáculo fue visto por más de 115.3 millones de personas en los Estados Unidos, con lo que batió el récord de la actuación más vista en la historia, que anteriormente ostentaba Madonna con la presentación que había ofrecido dos años antes, la cual fue vista por más de 114 millones. No obstante, solo un año más tarde, Katy Perry volvió a batir dicho récord con su espectáculo, el cual tuvo 118.5 millones. Según Nielsen Ratings, la actuación de Mars fue más vista que el partido en cuestión, el cual promedió 98.88 millones en audiencia a lo largo de la noche.
En cuanto a críticas, el espectáculo tuvo reseñas dispares, con los expertos hablando en su mayoría favorablemente de la actuación de Mars, pero desfavoreciendo la intervención de los Red Hot Chili Peppers. El escritor Mike Bruno de Entertainment Weekly aclamó la voz de Mars diciendo que «es evidente que es talentoso» y destacó que el espectáculo fue «perfecto, pero no memorable». Además, añadió que si bien la intervención de los Red Hot Chili Peppers estuvo bien, fue «aleatoria» e «innecesaria». Matthew Perpetua de BuzzFeed coincidió con esto último y mencionó que la actuación de Mars fue buena, pero no estuvo a la altura de la ofrecida por Beyoncé el año anterior. Lindsey Weber de Vulture escribió que era «injusto» comparar a Beyoncé con Mars, ya que ambos tienen estilos muy diferentes, y destacó que el espectáculo de Mars atrapó totalmente su esencia, aunque era improbable que generara un impacto en las personas. Mikael Wood de Los Angeles Times afirmó que la intervención de Red Hot Chili Peppers fue «plana» y que Mars pudo mostrar por sí solo que es «un verdadero músico». Chris Chase de USA Today dijo que el espectáculo fue «aceptable», pero «nada espectacular» ni «memorable», y se sintió decepcionado de que un artista tan joven como Mars no pudiera ofrecer una actuación al nivel de artistas como Madonna o Beyoncé.

### Controversia
Tras la actuación, varias personas acusaron a los Red Hot Chili Peppers de hacer playback debido a que los instrumentos no estaban conectados. Al respecto, Flea, el bajista de la banda, escribió un comunicado donde explicó que desde el comienzo, la National Football League les comentó que todos los instrumentos iban a ser pregrabados, y solo la voz sería interpretada en vivo, debido a que la banda no tendría tiempo de afinar sus instrumentos y hacer una prueba de sonido antes de la presentación. Concretamente, dijo:

«Entiendo completamente el punto de la NFL en todo esto, dado que solo tienen unos pocos minutos para montar todo el escenario, hay millones de cosas que podrían salir mal y arruinar la experiencia para la audiencia en el estadio y por televisión. No había forma de refutar eso, la NFL no se arriesga a que sus espectáculos sean estropeados por fallas de sonido, punto».

Asimismo, Chad Smith, el baterista de la banda, reveló que todas las bandas que se habían presentado en el espectáculo de medio tiempo del Super Bowl en los últimos 10 años habían usado instrumentos pregrabados porque es una política de la NFL. Por otra parte, la actuación también generó controversia porque los miembros de la banda aparecieron sin camiseta y varios televidentes se quejaron con la Comisión Federal de Comunicaciones argumentando que tanto hombres como mujeres debían vestir camisetas, ya que había niños viendo el espectáculo. Igualmente, hubo quejas de que se promovía el sexismo, dado que era permitido que un hombre se quitara la camiseta sin más, pero hubo controversia cuando Janet Jackson dejó ver su seno en el Super Bowl XXXVIII.

## Impacto
Tras la actuación, Bruno Mars vio un aumento gradual en sus ventas de álbumes y canciones en los Estados Unidos. Por una parte, su debut Doo-Wops & Hooligans vendió 26 000 la semana posterior al evento, lo que supuso un aumento del 58% y provocó que el disco saltara del puesto 19 al 11 en el Billboard 200, mientras que Unorthodox Jukebox ascendió del 7 al 3 con 81 000 copias, lo que representó un aumento del 92%. En total, Mars vendió 107 mil copias de sus álbumes esa semana, lo que significó un aumento del 82%. En cuanto a canciones, los temas de Mars fueron descargados 389 000 veces en la semana, con «Locked Out of Heaven» ocupando 70 000 de esas ventas. De las 200 canciones más descargadas esa semana, diez eran de Mars, y cuatro estaban entre las 40 primeras. Con todo, la venta de sus canciones supusieron un aumento del 32%. Por otra parte, la actuación fue nominada a dos premios Emmy en las categorías de Mejor Programa de Imagen Real de Entretenimiento en Formato Corto y Mejor Diseño y Dirección de Luces en un Especial de Variedades.

## Listado de canciones
1. «Billionaire» (coro de niños)
2. «Locked Out of Heaven»
3. «Treasure»
4. «Runaway Baby»
5. «Give It Away» (con Red Hot Chili Peppers)
6. «Just the Way You Are»

Fuente: Billboard.

## Premios y nominaciones
| Año  | Premiación   | Categoría                                                         | Resultado | Ref.  |
| ---- | ------------ | ----------------------------------------------------------------- | --------- | ----- |
| 2014 | Premios Emmy | Mejor Programa de Imagen Real de Entretenimiento en Formato Corto | Nominado  | [ 6 ] |
| 2014 | Premios Emmy | Mejor Diseño y Dirección de Luces en un Especial de Variedades    | Nominado  | [ 6 ] |